# وینس گرلا
وینس گرلا (انگلیسی: Vince Grella؛ زادهٔ ۵ اکتبر ۱۹۷۹) یک بازیکن فوتبال اهل استرالیا است.
وی همچنین در تیم ملی فوتبال استرالیا بازی کرده‌است.